# American Dream
Der American Dream (deutsch: amerikanischer Traum) bezeichnet eine in den Vereinigten Staaten von Amerika vorherrschende Gesinnung. Gemäß dieser Vorstellung kann jeder Mensch durch harte Arbeit und unabhängig von seinem derzeitigen Wohlstand in der Zukunft einen höheren Lebensstandard erreichen. Der Glaube daran, dass jeder die gleichen Chancen auf Erfolg habe, stellt dabei ein fundamentales Element dar. Der sprichwörtliche Ausdruck „Vom Tellerwäscher zum Millionär“ (im Original: From rags to riches) veranschaulicht diese Vorstellung.
Der Grundgedanke des American Dream findet sich bereits in der Unabhängigkeitserklärung. In dieser heißt es, dass die Bevölkerung ungerechte Herrscher absetzen und sich selbst eine eigene politische Ordnung geben darf. Während die europäischen Monarchen des 18. Jahrhunderts die Menschen teils absolutistisch beherrschten, sicherte die amerikanische Verfassung den Bürgern der Vereinigten Staaten unveräußerliche Grundrechte zu.
Der amerikanische Traum gründet auf der Vorstellung, die USA seien eine Meritokratie und Leistungsgesellschaft. Aktuelle Studien über soziale Mobilität zeigen hingegen, dass der erreichbare soziale Status eines Menschen in den USA sehr viel stärker von seiner Herkunftsfamilie und deren Klassenzugehörigkeit abhängt, als dies zum Beispiel im heutigen Westeuropa der Fall ist. Als Ursache dieser mangelhaften Chancengleichheit wird die stark gestiegene ökonomische Ungleichheit angeführt.

## Definition und Begriffsgeschichte
Der Begriff „American Dream“ geht auf den amerikanischen Schriftsteller und Historiker James Truslow Adams zurück. Er benutzte ihn als erster in seinem Buch The Epic of America im Jahre 1931. „American Dream“ wurde sehr rasch zu einer festen Formel, weil die Idee längst verbreitet war. Schon Ernest Hemingway bildete den Gegenbegriff des „American Nightmare“ in seinem Roman To Have and Have Not (1937): „… Colt or Smith and Wesson; those well-constructed implements that end insomnia, terminate remorse, cure cancer, avoid bankruptcy and blast an exit from intolerable positions by the pressure of a finger; those admirable American instruments so easily carried, so sure of effect, so well designed to end the American dream when it becomes a nightmare ...“
Die Werte individuelle Freiheit, Eigenverantwortung, Wettkampf, Chancengleichheit, harte Arbeit und Erfolg können als Hauptelemente des „American Dream“ bezeichnet werden. 

## Mythisch-religiöser Ursprung und Säkularisierung
In seinem berühmt gewordenen Third Letter from an American Farmer (1782) beantwortet der französisch-amerikanische Schriftsteller John Hector St. John de Crèvecoeur die selbst gestellte Frage, was ein Amerikaner sei, mit den Worten:
„He is an American, who, leaving behind him all his ancient prejudices and manners, receives new ones from the new mode of life he has embraced. […] Americans are the western pilgrims […]; they will finish the great cycle. The American is the new man, who acts upon new principles; he must therefore entertain new ideas, and form new opinions.“
„Derjenige ist ein Amerikaner, der, indem er alle seine alten Vorurteile und Gebräuche hinter sich lässt, neue aus der neuen Lebensweise erhält, die er bereitwillig angenommen hat. […] Die Amerikaner sind die westlichen Pilger […]; sie werden den großen Kreislauf vollenden. Der Amerikaner ist der neue Mensch, der nach neuen Prinzipien handelt; er muss daher neue Ideen schmieden und neue Ansichten entwickeln.“
Crèvecoeur formuliert damit die Grundzüge einer Geisteshaltung, die bis in die gegenwärtige Zeit die „noch weithin akzeptierte Lebensform einer ganzen Nation“ darstellt und die amerikanische Gesellschaft in Politik, Literatur und Kultur in nicht unerheblichem Maße geprägt hat.
Die Loslösung von dem als dekadent oder korrupt erlebten alten Europa bedeutete die Möglichkeit eines völligen Neubeginns: Von den europäischen Wurzeln losgelöst, waren die damaligen Siedler – allein auf sich selbst und ihre eigene Tatkraft gestellt – selbstbewusst und galten zugleich als „unschuldig und ohne jegliche Erfahrung“. Diese Vorstellungen verbanden sich mit dem gleichsam mythischen Archetyp des „American Adam“ (R. W. B. Lewis), der auch in der Moderne direkt an den Adam vor dem Sündenfall anknüpfen könne. Die Ankunft in der „neuen Welt“ wurde im stark von Puritanern geprägten Kontext der Besiedlung Nordamerikas mit dem biblischen Auszug der Kinder Israels in das gelobte Land verbunden; der Neuanfang in Amerika erschien als gottgegebene zweite Chance („divinely granted second chance for the human race“), als Neuanfang in einem neuen Garten Eden.
Da er am Beginn einer neuen Entwicklung stand und keine Vergangenheit hatte bzw. diese völlig hinter sich gelassen hatte, wurde der „New Adam“ zur Verkörperung des mythischen Amerikaners, der unverbraucht und jung war („man-boy American [...] who never gave up“). Auf dem Hintergrund der Prädestinationslehre wurde diese Orientierung auf die Zukunft als Weg zum ewigen und nicht zu einem primär innerweltlichen Ziel angesehen. Nach Auffassung der Puritaner bestätigten innerweltliche Erfolge in der göttlichen Vorbestimmung bereits die Richtigkeit des eingeschlagenen Weges; eine Säkularisierung der religiösen Glaubensgrundsätze lag also nahe und führte dazu, dass materieller Erfolg als Beweis für das Auserwähltsein des Einzelnen angesehen werden konnte.
Diese Säkularisierung der ursprünglich religiösen Wertvorstellungen wird überaus deutlich von Benjamin Franklin zum Ausdruck gebracht, der in seiner Schrift Advice to a Young Tradesman (1748) sowie in seiner einflussreichen Autobiographie, die postum 1818 veröffentlicht wurde, mit den Vorgaben von „industry, frugality and prudence“ (dt. „Fleiß, Sparsamkeit und Besonnenheit“) die klassische Trinität der protestantischen Ethik postulierte. In seinen Schriften finden sich alle wichtigen Anschauungen, die zum Teil bis heute das Bild und die Weltanschauung der Amerikaner prägen:
- der Glaube an Chancengleichheit für jeden einzelnen,
- das Streben nach materiellem, wirtschaftlichem oder beruflichem Erfolg,
- der Glaube an den Fortschritt,
- der Glaube an Veränderungsmöglichkeiten und der Wille zur Beseitigung von Missständen.[10]

Die Vorstellung einer solchen Selbstverwirklichung des Individuums in einer als offen begriffenen Gesellschaft wurde 1776 dann politisch durch die Garantie von „Life, Liberty and the Pursuit of Happiness“ in der amerikanischen Unabhängigkeitserklärung und der Verfassung der Vereinigten Staaten abgesichert. Die schier unüberschaubare Fülle von Erfolgsgeschichten („success stories“) in der „rags-to-riches“-Tradition vor allem der amerikanischen Trivialliteratur des 19. Jahrhunderts schien die Gültigkeit dieser protestantischen Arbeitsethik in der Folgezeit weiterhin zu bestätigen.

## Bildung und der „American Dream“
Seit der Gründung der USA war Bildung eine Voraussetzung des Erfolgs. Jennifer Hochschild schreibt: „[…] der amerikanische Traum verspricht, dass alle, die in den Vereinigten Staaten leben, die Chance haben, durch eigene Anstrengungen und selbst wahrgenommene Möglichkeiten Erfolg zu haben.“ Viele Menschen glauben, dass Bildung eine wichtige Möglichkeit ist, den amerikanischen Traum zu verwirklichen. Bildung bestimmt zum größten Teil die beruflichen Möglichkeiten einer Person sowie die Höhe ihres Einkommens. Es ist inzwischen verbreitete Meinung, dass es unmöglich ist, ohne Bildung die Ziele des „American Dream“ zu erreichen. Bildung ist inzwischen die Grundlage, den amerikanischen Traum zu verwirklichen. Dazu schreibt Hochschild: „Schulen sind eine geschätzte Möglichkeit, Kinder genug zu unterrichten, damit sie eigene Ziele bestimmen können und gibt ihnen die Möglichkeit, diese zu verwirklichen.“ Hierbei muss man bedenken, dass nicht alle öffentlichen Schulen in den USA gleichwertig sind. Dies führt zu ungleichen Chancen und zu einer ungleichen Höhe des Einkommens.
Beispiele hierfür sind Jennifer Hochschilds Artikel Public Schools and the American Dream (2001) und Heather Johnsons Buch The American Dream and the Power of Wealth: Choosing Schools and Inheriting Inequality in the Land of Opportunity (2006). Sowohl Hochschild als auch Johnson schreiben der öffentlichen Bildung die Rolle zu, Unterschiede auszugleichen. Beide Autorinnen behaupten, durch Separation in öffentlichen Schulen bestehe wirtschaftliche Ungleichheit, Rassentrennung und Ungleichheiten von geerbtem Reichtum, was in direktem Gegensatz zur amerikanischen Ideologie der Leistungsgesellschaft steht. Daher, so Hochschild, würden an solchen öffentlichen Schulen häufig die Kinder der Arbeiterklasse und ethnischen Minderheiten das erste Mal auf Hindernisse stoßen, ihre Träume zu verwirklichen. Diese Schulen glichen demnach nicht die Möglichkeiten an, sondern seien der Ort, an dem Amerikaner der betroffenen Klassen ihre ersten Misserfolge erleben.
Hochschild glaubt, dass besondere Bildungsstrategien helfen können, Kinder mit ungleichen Bildungschancen dabei zu unterstützen, ihre Ziele des Amerikanischen Traums zu verwirklichen, insbesondere die Aufhebung der Rassentrennung, die Wahl der Schule, eine Reform der Schulfinanzen sowie anforderungsbasierte Änderungen. Die Vorteile dieser Änderungen seien großartig, die Macht darüber liege jedoch in der Hand der reichen amerikanischen Bevölkerung, die diese Änderungen nicht für nötig erachten.

## Soziale Klasse und der „American Dream“
US-Amerikaner sehen ihre Gesellschaft gerne als eine auf Leistung basierende, in der persönliche Anstrengung und Fähigkeiten entscheiden, wie erfolgreich man in seinem Leben ist. Damit glauben viele Amerikaner auch, dass das Individuum selbst über sein Schicksal bestimmen kann. Dabei ist der „American Dream“ auf Individualismus fokussiert, etwa um Wohlstand zu erlangen. Belege zeigen jedoch, dass harte Arbeit allein weder eine Garantie für Erfolg ist, noch bestimmt sie die Position eines Menschen in der Gesellschaft. Johnson (2006) führt die „Working Poor“ (deutsch: „arbeitende Arme“) als ein Beispiel an: Diese arbeiten ihr Leben lang hart und werden trotzdem niemals Wohlstand und Erfolg erlangen.
Studien haben gezeigt, dass die soziale Klasse ein Faktor ist, der großen Einfluss auf den Werdegang einer Person hat:

„Die Schicht kann formen, fesseln, hat Einfluss auf Wissen, Glauben, Eigenschaften, Motivation und Charakter.“

In einfachen Worten: Die soziale Klasse platziert die Menschen in verschiedenen Positionen, die sich entweder vor- oder nachteilig in ihrem Streben nach dem „American Dream“ auswirken. Armut verringert Chancen und kann ein großes Hindernis für Erfolg sein. Darum beeinflusst die Klasse in sehr großem Maße den Weg, den Leute wahrnehmen und wie sehr sie den „American Dream“ verwirklichen können.
Laut einer Studie der Psychologen Jeni L. Burnette, Brenten H. DeShields, Rachel B. Forsyth, Crystal L. Hoyt und Mitchell Parry unterstützt der Glaube an den American Dream negative Einstellungen gegenüber Armen, da deren Lebenslage als selbstverschuldet angesehen wird.

## Reichtum und der „American Dream“
Da sich die Vereinigten Staaten selbst stolz als eine Gesellschaft sehen, die „all ihren Mitgliedern versichert, dass völlig unabhängig von den Umständen ihrer Geburt alle mit harter Arbeit und Zielstrebigkeit dieselben Chancen im Leben haben“ (Johnson 2006:102), versichert dieses leistungsbasierte System allen Menschen, dass sie sich auf einem fairen und gleichen Feld messen, das alles erlaubt, um im Rennen um den „American Dream“ die gleichen Chancen zu haben.
Kein Mensch bzw. keine Gruppe ist über oder unter einem bzw. einer anderen platziert. Jeder hat das Recht auf Gleichberechtigung. Die Taten und das Verhalten einer Person beeinflussen direkt ihre Belohnungen oder Bestrafungen. Aber ist dies wirklich immer der Fall? Gemäß Johnson (2006) und ihrem Buch Der Amerikanische Traum und die Macht des Geldes (The American Dream and the Power of Wealth), besteht ein direkter Widerspruch zwischen dem Ideal des „American Dream“ und einer leistungsbasierten Gesellschaft. Leistung hat mit Wohlstand, nicht aber mit Einkommen zu tun. Der Weg ist anerzogen, aber bereits verteilt.

## Ethnische Herkunft und der „American Dream“
Durch Immigration ist Amerika zu einem Land geworden, in dem zahlreiche verschiedene Ethnien und Volksgruppen leben. Viele Immigranten kamen mit Hoffnungen nach Amerika, die Teil des Amerikanischen Traums wurden. Die amerikanische Unabhängigkeitserklärung ist überschrieben mit dem Streben nach Freiheit und Glück. Dies wurde in den Herkunftsländern der Übersiedler oft abgelehnt, häufig waren die Träume nicht so leicht erreichbar wie gedacht.
In den Vereinigten Staaten von Amerika gibt es heute eine Vielzahl verschiedener Ethnien, die jeweils eine unterschiedliche Sicht auf den „American Dream“ haben. Die Vision des „American Dream“ unterscheidet sich von Person zu Person, jedoch gibt es einen generellen Konsens, was er beinhaltet. Die Herkunft einer Person prägt die Sicht auf den „American Dream“ und die Ansicht, wie man ihn verwirklicht.
Nach Josh Sides bestand der „American Dream“ für die Afroamerikaner in erster Linie darin, den Ghettos zu entkommen, in denen sie zu wohnen gezwungen waren. Sie wollten aus einem Umfeld mit ungezügelt wachsender Kriminalität entkommen und in die sicheren Außenbezirke der Stadt übersiedeln. Dies wollten sie zum Beispiel erreichen, indem ihre Kinder durch Bildung den Kreis der Armut durchbrechen sollten. Jennifer Hochschild (2001) sagt, dass Afroamerikaner auf diese Weise den „American Dream“ verfolgen.
Schwarze Intellektuelle und Militante wiesen im 20. Jahrhundert die Konformität des „melting pot“ (dt. Schmelztiegel) zurück. In der heutigen Zeit findet man viel eher die Konformität der sogenannten „salad bowl“. Das Bild beschreibt das eher disparate Miteinander verschiedene Kulturen (Hispanics, Afroamerikaner, weiße Amerikaner etc.), bei dem jede ihre eigenen individuellen Eigenschaften beibehält.
In den Südstaaten gibt es genügend Beispiele für Armut, die auf die gestorbene Hoffnung an den „American Dream“ zurückzuführen ist. Vor allem der mexikanisch migrierte Teil der Bevölkerung ist davon betroffen.

### Der „American Dream“ für Martin Luther King
Wie oben erwähnt bezieht sich der Begriff des „American Dream“ nicht zwangsläufig auf materielle Werte. Es ist dem weitgehend verbreiteten Individualismus des „American Dream“ zu verdanken, dass es zum einen um ein Lebensgefühl geht, zum anderen um die Verwirklichung von Idealismus, der sich in Ideen wie Gleichheit, Gerechtigkeit und Brüderlichkeit widerspiegelt: Werte, die Martin Luther King 1963 als höchstes Gut in seiner Rede „I Have a Dream“ in Washington anmahnte.

## Der „amerikanische Traum“ in Literatur, Musik und Film
Der American Dream ist ein häufig wiederkehrendes Thema in der modernen US-amerikanischen Kunst, beispielsweise in den Romanen Der große Gatsby (1925) von F. Scott Fitzgerald, Von Mäusen und Menschen (1937) von John Steinbeck, Fear and Loathing in Las Vegas (1971) von Hunter S. Thompson, América (1995) von T. C. Boyle und in Groschenromanen von Horatio Alger, sowie den Theaterstücken Tod eines Handlungsreisenden (1949) von Arthur Miller und The American Dream (1961) von Edward Albee. Aber auch Musiker, wie z. B. Chuck Berry, setzen sich in Songs wie Johnny B. Goode (erschienen 1958) mit dem Thema auseinander.
Bereits seit den Anfängen des Tonfilms war der Amerikanische Traum in Filmklassikern namhafter Regisseure vertreten. Später setzten sich unter anderem Dennis Hopper, David Lynch, Jim Jarmusch oder Ang Lee in ihren Filmen kritisch mit dem American Dream auseinander, so dass zahlreiche Filme sich mit der Thematik beschäftigen, wobei sie zu unterschiedlichen Ergebnissen kommen.
Einige Filme, die sich inhaltlich mit dem American Dream beschäftigen (Auswahl):
| Titel                                   | Regie                             | Jahr |
| --------------------------------------- | --------------------------------- | ---- |
| Mr. Smith geht nach Washington          | Frank Capra                       | 1939 |
| Früchte des Zorns                       | John Ford                         | 1940 |
| Citizen Kane                            | Orson Welles                      | 1941 |
| Easy Rider                              | Dennis Hopper                     | 1969 |
| Strafpark                               | Peter Watkins                     | 1971 |
| Der letzte Held Amerikas                | Lamont Johnson                    | 1973 |
| Der große Gatsby                        | Jack Clayton                      | 1974 |
| Scarface                                | Brian De Palma                    | 1983 |
| Tod eines Handlungsreisenden            | Volker Schlöndorff                | 1985 |
| Sie leben                               | John Carpenter                    | 1988 |
| American Dream                          | Barbara Kopple                    | 1990 |
| Pretty Woman                            | Garry Marshall                    | 1990 |
| O Pioneers!                             | Glenn Jordan                      | 1991 |
| Die Jacksons – Ein amerikanischer Traum | Karen Arthur                      | 1992 |
| Falling Down – Ein ganz normaler Tag    | Joel Schumacher                   | 1993 |
| Forrest Gump                            | Robert Zemeckis                   | 1994 |
| Pleasantville                           | Gary Ross                         | 1998 |
| Fear and Loathing in Las Vegas          | Terry Gilliam                     | 1998 |
| American Beauty                         | Sam Mendes                        | 1999 |
| 8 Mile                                  | Curtis Hanson                     | 2002 |
| Gangs of New York                       | Martin Scorsese                   | 2002 |
| Das Streben nach Glück                  | Gabriele Muccino                  | 2006 |
| Little Miss Sunshine                    | Jonathan Dayton und Valerie Faris | 2006 |
| There Will Be Blood                     | Paul Thomas Anderson              | 2007 |
| Gran Torino                             | Clint Eastwood                    | 2008 |
| Watchmen – Die Wächter                  | Zack Snyder                       | 2009 |
| The Social Network                      | David Fincher                     | 2010 |
| Das erstaunliche Leben des Walter Mitty | Ben Stiller                       | 2013 |
| Pain & Gain                             | Michael Bay                       | 2013 |
| The Wolf of Wall Street                 | Martin Scorsese                   | 2013 |
| Joy – Alles außer gewöhnlich            | David O. Russell                  | 2015 |

## Weiterführende Literatur
- Tracey L. Mollet: A Cultural History of the Disney Fairy Tale: Once Upon an American Dream. Springer International, Cham 2020, ISBN 978-3-030-50148-8.
- T. Kasser, Richard M. Ryan: A dark side of the American dream: Correlates of financial success as a central life aspiration. In: Journal of Personality and Social Psychology. Band 63, 1993, S. 410–422.
- T. Kasser, Richard M. Ryan: Further examining the American dream: Differential correlates of intrinsic and extrinsic goals. In: Personality and Social Psychology Bulletin. Band 22, 1996, S. 280–287.
- Richard M. Ryan et al.: The American dream in Russia: Extrinsic aspirations and well-being in two cultures. In: Personality and Social Psychology Bulletin. Band 25, 1999, S. 1509–1524.
- Benjamin C. Waterhouse: One Day I'll Work for Myself. The Dream and Delusion That Conquered America. W. W. Norton & Company, New York 2024, ISBN 978-0-39386-82-10.